# Nanolpium congicum
Nanolpium congicum är en spindeldjursart som beskrevs av Beier 1954. Nanolpium congicum ingår i släktet Nanolpium och familjen Olpiidae. Inga underarter finns listade i Catalogue of Life.